# Живой Розарий

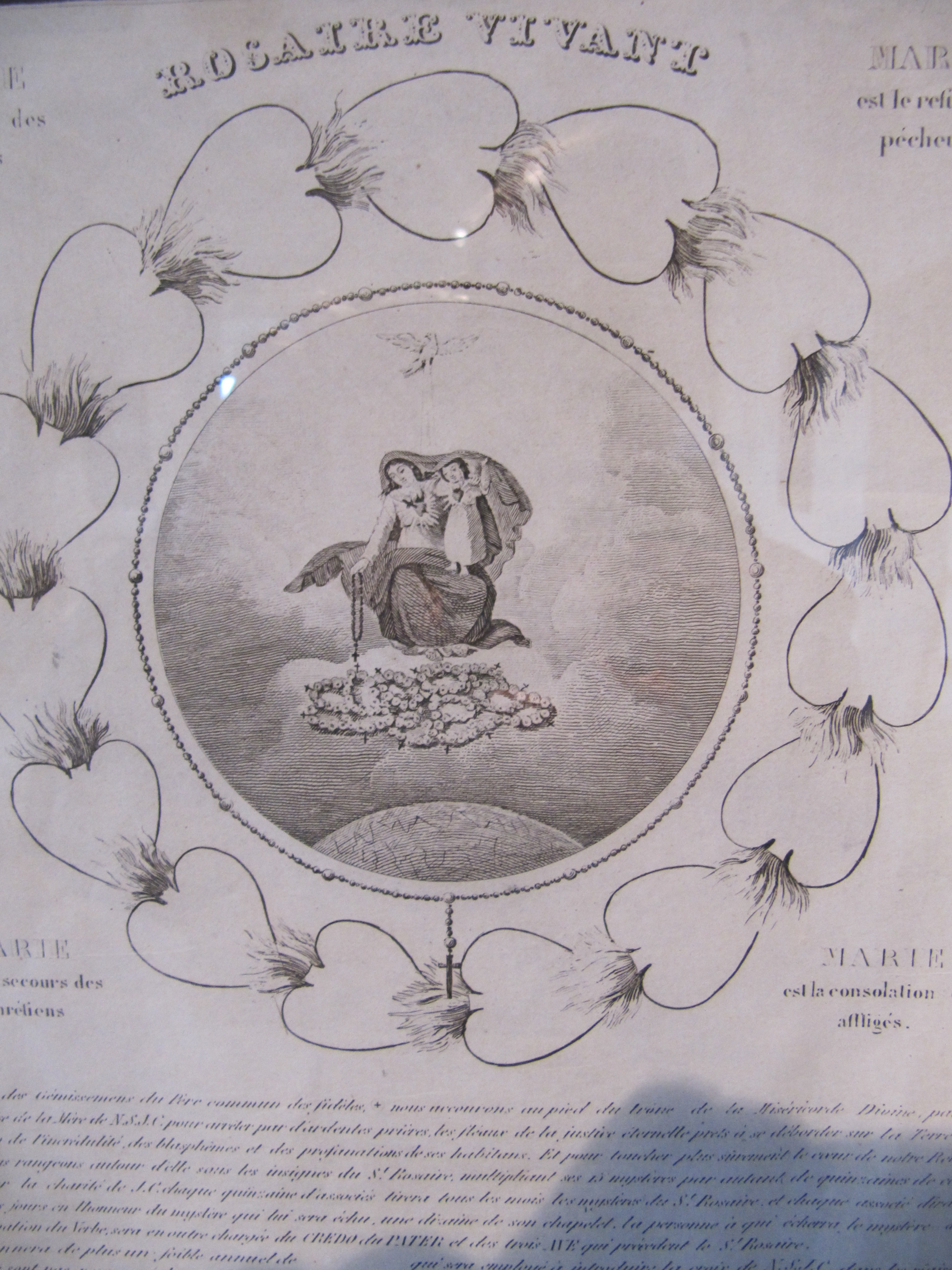
Газета «Rosaire Vivant», издаваемая Паулиной Марией Жарико

Живой Розарий  — католическое движение, основанное в 8 декабря 1862 года в Лионе, Франция, досточтимой Паулиной Марией Жарико, целью которого было привлечение верующих к более глубокому осознанию почитания Девы Марии, распространению католической литературы, духовной и материальной помощи католическим миссиям. Живой Розарий также является особой формой использования католической молитвы Розарий.

## История
Паулина Мария Жарико родилась 22 июля 1799 года в Лионе в семье богатого промышленника. В 17 лет она приняла личные обеты целомудрия и решила помогать своей деятельностью католическим миссиям, распространяющим католицизм на Дальнем Востоке. Когда Паулине Марии Жарико было 18 лет, она написала сочинение «О бесконечной любви Божественной Евхаристии», которое приобрело в то время широкую известность среди французских католиков. В 1822 году Паулина Мария Жарико основала религиозную организацию «Общество распространения веры», которая объединила в своих рядах лионских фабричных рабочих, которые каждый месяц жертвовали скромную сумму на дело миссий. Объединив людей общим стремлением помогать католическим миссионерам, перед Паулиной Марией Жарико стал вопрос, как сделать основанную ей организацию более жизнеспособной. Через некоторое время ей пришла идея, объединить членов организации духовным образом. 8 декабря 1862 года она стала организовывать особые молитвенные группы, состоящие из пятнадцати человек по числу так называемых тайн святого Розария (каждая тайна соответствует определённому событию из жизни Иисуса Христа). Кроме этого она стала издавать газету «Rosaire Vivant» («Живой Розарий»), которая объединяла членов организации. Через некоторое время группы «Живого Розария» распространились по всей Европе.

## В настоящее время
В 2003 году Римский папа Иоанн Павел II модифицировал молитву Розария, добавив в неё ещё пять тайн, поэтому сегодня каждая группа «Живого Розария» состоит не из пятнадцати человек, как это было при Паулине Марии Жарико, а из двадцати.
В настоящее время существует международная организация «Ассоциация Живого Розария», которая продолжает дело Паулины Марии Жарико.
Также существуют неформальные группы «Живого Розария», которые действуют почти в каждом крупном католическом приходе. В отличие от групп XIX века нынешние неформальные группы «Живого Розария» не связывают свою деятельность с организацией материальной помощи католическим миссиям, акцентируя своё внимание в основном только на духовный аспект использования молитвы Розария.